# Gaullism

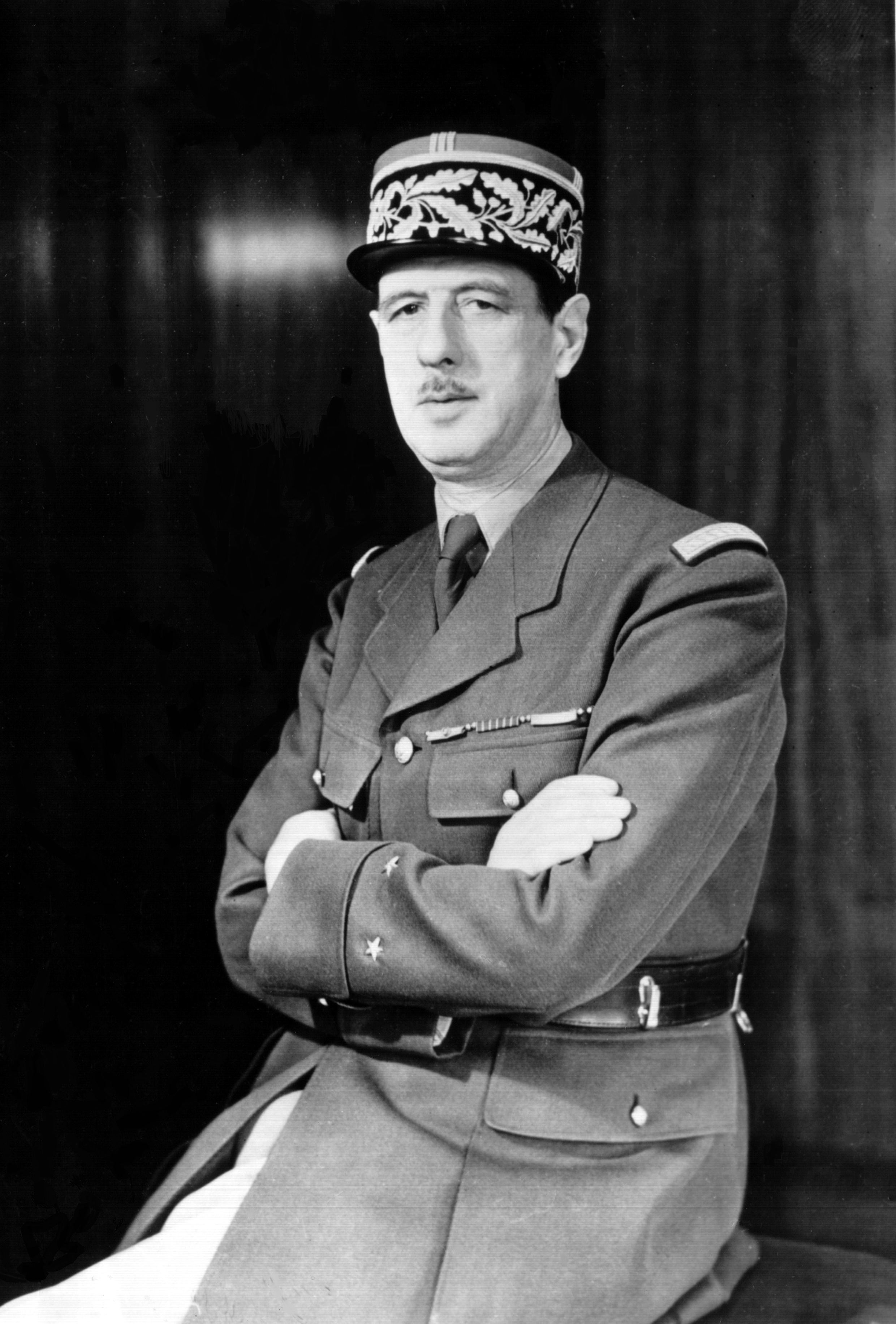
Gaullismens förgrundsfigur och namne general Charles de Gaulle under andra världskriget.

Gaullism (franska: gaullisme) syftar på politisk doktrin inspirerad av den franske motståndsledaren och senare president Charles de Gaulle, även om han själv motsatte sig etiketteringen. Gaullistisk ideologi, baserad på de Gaulles idéer och handlingar, förändrade sig och utvecklades med tiden. Kännetecknande är betoning på Frankrikes oberoende från andra stater, liksom bland annat beröringspunkter med socialkonservatismen, vilket medfört att den ofta uppfattas som en högerideologi, även om det också finns gaullister på vänsterkanten. 
Även Västtysklands kristdemokratiske förbundskansler Konrad Adenauer har av vissa refererats till som gaullist.
Bland efterträdare till den tidiga gaullismen räknas ibland dagens Union pour un Mouvement Populaire.

## Utrikespolitik

Lorrainekorset, här ingående i Fria franska styrkornas baner, brukar förknippas med gaullismen.

En huvudsaklig strävan i utrikespolitiken avsåg Frankrikes nationella suveränitet, att landet inte skulle göras sig beroende av främmande stats- eller militärmakt. Först och främst gentemot ockupationsmakten Nazityskland under andra världskriget, varefter krigsslutet även gentemot såväl amerikanska och brittiska som sovjetiska pretentioner.
Utländska allierade militära styrkor accepterades inte på fransk mark efter kriget förutom under fransk ledning. Något som bland annat ledde till att de Gaulle vid ett kontroversiellt tillfälle lät representanter från NATO, om än inte organisationen som sådan, utgå från ett högkvarter i Fontainebleau sydöst om Paris.
I linje med de Gaulles strävan efter franskt territoriellt självbestämmande och oberoende, förespråkade och byggde de Gaulle även upp den franska kärnvapenarsenalen som bestått intill nutid.

## Inrikespolitik
Charles de Gaulles inrikespolitik hade gemensamma beröringspunkter med socialkonservatismen.
Utbyggandet av fransk kärnkraft kan i mångt och mycket tillskrivas de Gaulles politik.
De Gaulle föredrog mer direktkontakt med folket än med parlamentarisk politik; han höll en generellt skeptisk hållning gentemot politiker och politiska spel. Inrikespolitik inspirerad av de Gaulle har därför av vissa bedömare kallats populistisk, och på grund av dess hänseende till Charles de Gaulles personliga karisma. Sveriges statsminister Tage Erlander beskrev det som att de Gaulle hade ett intuitivt förhållande till det franska folket, vilket medförde att de Gaulle utan någon större partiorganisation och ofta i strid med det politiska etablissemanget i övrigt, kunde läsa av den franska opinionen. Erlander gav som exempel när de Gaulle, i strid med etablissemanget och till omvärldens förvåning, stoppade Storbritanniens inträde i Europeiska ekonomiska gemenskapen.